# Benetton Rugby Trévise (franchise féminine)
Ne doit pas être confondu avec Benetton Rugby Trévise ou Benetton Rugby Trévise (féminines).
Pour les articles homonymes, voir Benetton Trévise.
La franchise fédérale du Benetton Rugby (ou Benetton Rugby Treviso, couramment partiellement francisé en Benetton Rugby Trévise) est une équipe féminine italienne de rugby à XV. Elle évolue à Trévise au Centre sportif de la Ghirada, et ne participe pas à aucune compétition régulière.
Elle ne doit pas être confondue avec l'équipe homonyme de club (souvent appelée Red Panthers) qui évolue en championnat d'Italie : les deux équipes étant indépendantes l'une de l'autre, bien qu'évoluant toutes les deux sous la bannière du Benetton Rugby.

## Histoire
Fondée en 2023, la franchise du Benetton Trévise est mise sur pieds, en même temps que celle des Zebre Parma, afin de permettre un meilleur accès au rugby à XV de haut niveau pour les joueuses qui n'ont pas encore réussi à s'imposer en équipe nationale, pour les jeunes joueuses qui visent à évoluer en équipe nationale, ou encore pour des joueuses n'ayant pas l'opportunité de jouer à ce niveau au sein de leur club. Un autre but avoué est de garder les joueuses en Italie et éviter que les meilleures ne partent trop vite à l'étranger.
Le choix de Trévise pour implanter la franchise a été justifié par le fait que l'équipe bénéficierait des infrastructures, de l'équipe technique ainsi que des équipements médicaux de la franchise masculine. En terme d'organisation, la fédération a l'habitude de ces rassemblements. Toutefois l'implantation n'est pas définitive selon la coordinatrice du projet, Giuliana Campanella.
Dans un premier temps, la sélection est réunie à Trévise pour préparer deux matchs contre des franchises espagnoles fonctionnant sur le même principe : les Iberians de Valence et de Sitges.
La sélection se fait sur critères géographiques : la franchise de Trévise réunit les joueuses de Vénétie, tandis que la franchise parmesane sélectionne sur tout le reste du territoire national et à l'étranger. Les joueuses appelées sont issues de seulement quatre clubs, et leur faible éloignement permet au groupe de se réunir régulièrement, parfois pour une simple séance d'entrainement. La sélection définitive est annoncée au mois de décembre 2023 et compte onze joueuses du Valsugana Padoue, dix de Villorba, une joueuse des Red Panthers, et deux « septistes » qui jouent aux Rebels de Vicenza,.
Les deux premières rencontres du Benetton sont un déplacement le 7 janvier à Sitges et la réception de Valence le 11 février. Le nom officieux de « Latin Cup » circule. La fédération italienne s'est fixée pour objectif l'organisation de quatre rencontres en 2025.

### 2024: premières rencontres
| 7 janvier 2024 | Iberians Sitges                               | 12 - 19 (7 - 7) | Benetton Trévise | Stade Pins Vens, Sitges environ 300 spectateurs Arbitre : Maria Latos |
| 7 janvier 2024 | Essai(s) : 2 de pénalité (40e), Marquez (62e) | Rapport         | Essai(s) : 3 Cavina (36e), Muzzo (52e), Ostuni Minuzzi (73e) Transformation(s) : 2 Capomaggi (36e, 73e) Carton(s) jaune(s) : Vecchini (40e) | Stade Pins Vens, Sitges environ 300 spectateurs Arbitre : Maria Latos |
| 7 janvier 2024 |                                               | Rapport         | | Stade Pins Vens, Sitges environ 300 spectateurs Arbitre : Maria Latos |

| 11 février | Benetton Trévise | 41 - 12 (22 - 12) | Iberians Valencia                                                              | Stadio Monigo,Trévise |
| 11 février | Essai(s) : 7 D'Incà (2e, 42e), Muzzo (7e, 62e), Ostuni Minuzzi (9e, 12e), Magatti (77e) Transformation(s) : 3 Capomaggi (7e, 42e), Sillari (77e) | Rapport           | Essai(s) : 2 Del Castillo (17e), Delgado (30e) Transformation(s) : Perez (30e) | Stadio Monigo,Trévise |
| 11 février | | Rapport           |                                                                                | Stadio Monigo,Trévise |